# Полярна сова
Полярната сова (Bubo scandiacus) е голям вид сова от семейство Совови. За първи път е класифицирана през 1758 година от шведския естествоизпитател Карл Линей. Смятала се е за единствен член на отделен род, Nyctea scandiaca, но данни от митохондриалната цитохром б ДНК секвенция (Olsen et al. 2002) показват, че полярната сова е много тясно родствена с качулатия бухал от род Бухали. Полярната сова е официалният символ на Квебек.

## Описание
С жълтите си очи, черен клюн и бяло оперение полярната сова е лесно разпознаваема. Дълга е 52 – 71 cm с размах на крилете от 125 – 150 cm. Може да тежи от 1,6 до 3 kg. Полярната сова е един от най-големите видове в рода и в Северна Америка е средно най-тежкият вид сова. Възрастният мъжки е практически чисто бял, а женските и младите екземпляри имат някои по-тъмни пера в оперението си, при младите те дори могат да преобладават. С гъстото си оперение, включително и по краката, и окраска, сливаща се с околната среда през зимата, полярната сова е добре адаптирана към живота на север от Полярния кръг.

## Географско разпространение и местообитания
Полярната сова типично обитава северните полярни региони, където летува северно от 60-ия северен паралел. За нея обаче е особено характерен номадският начин на живот, тъй като сезонните флуктуации на популациите от видове, с които се изхранва, я карат да се придвижва по̀ на юг, където и прекарва размножителния си период. По време на последния ледников период в Централна Европа е живяла полярна сова от подвида Bubo scandiacus gallicus, но е изчезнала и няма разпознати съвременни подвидове. През плейстоцена видът е имал много по-широко разпространение на юг. В пещерата „Козарника“ край Белоградчик видът е установен от палеоорнитолога проф. Златозар Боев в късноплейстоценски (късновюрмски) отложения отпреди 80 000 – 16 000 г. за първи път в страната.
Полярните сови гнездят в Арктическата тундра, обхващаща най-северните части на Аляска, Канада и Евразия. Зимно време мигрират на юг в Канада и Северна Евразия, като през някои години слизат доста на юг. Привличат ги откритите пространства като крайбрежни дюни и степи, които наподобяват в известна степен тундрата. Регистрирани са нашествия на полярни сови на юг до щатите Тексас, Джорджия, щатите покрай Залива, най-южните части на Русия и северен Китай.
Между 1967 и 1975 година полярни сови обитават отдалечения остров Фетлар от групата на Шетландските острови на север от Шотландия. До 1993 година женски полярни сови са летували на острова, но статутът им на територията на Британските острови вече е на редки зимни посетители на Шетландите, Западните острови и планинския масив Кеърнгормс.

## Поведение
Този вид сови гнездят на земята, като си построяват гнездо върху могили и големи скални блокове. Избират места с добра видимост, непосредствен достъп до ловни територии и без сняг, могат да използват наноси от чакъл и изоставени орлови гнезда. Размножителният период е през май и в зависимост от изобилието от плячка, люпилото може да съдържа от 5 до 15 яйца, снасяни поотделно, приблизително през ден. Приблизително пет седмици след снасянето, яйцата се излюпват. И двамата родители се грижат за чисто белите новоизлюпени и защитават гнездото и малките си от хищници. Някои двойки остават в територията, където са гнездили, докато други мигрират.

### Ловуване и хранене
За храненето си през размножителния период видът разчита основно на леминги и други дребни гризачи, но в моменти, когато плячката им е оскъдна или по време на периода на мътене на белите яребици, може да премине на млади яребички. Полярните сови са опортюнисти в лова и особено зимно време се наблюдава голямо разнообразие на плячката им. Хранят се и с различни дребни бозайници като полевки и мишки, но се възползват и от по-едра плячка, често следвайки заложени от хората капани. Някои от по-едрите бозайници в менюто им са зайци, ондатри, мармоти, катерици, еноти, прерийни кучета, плъхове, къртиции други. Птиците, които стават тяхна плячка, са белите яребици, патици, гъски, фазани, белочели водни кокошки, гмурци, чайки, пойни птици и дори други хищни птици, включително и други видове сови. В голяма степен ловът на полярната сова преминава в пасивно изчакване на плячката, а когато я съзре, може да я грабне от повърхността на земята, във въздуха или от водната повърхност. Средната дажба на ден за възрастна полярна сова е 7-12 мишки на ден; годишно може да изяде повече от 1600 леминга.
Полярните сови като други птици поглъщат дребната си плячка наведнъж. Силните им стомашни сокове разграждат месото, докато неразградимите кости, зъби, козина и пера се изхвърлят чрез топчести изпражненията 18-24 часа след храненето. Когато по-голяма плячка бива изяждана на малки части, такива изпражнения не се отделят.

## Естествени заплахи
Въпреки че полярната сова има малко врагове, възрастните са постоянно нащрек и готови да се защитават от всевъзможна заплаха, грозяща тях или малките им. По време на гнезденето совите редовно отбраняват гнездата си от полярни лисици, гарвани и морелетници от вида скуа, както и от кучета, сиви вълци и други грабливи птици. Мъжките защитават гнездото, докато женската мъти яйцата или стои разкрилена над малките. И двата пола атакуват наближаващите нападатели, пикирайки срещу тях и отвличайки вниманието им далеч от гнездото. Обикновено са по-силни от другите грабливи птици, макар че понякога (включително и фатално) губят битката с по-големи птици от рода Bubo и скални орли или дори по-дребните, но по-бързи соколи скитници.